# Aloe debrana
Aloe debrana är en grästrädsväxtart som beskrevs av Hugh Basil Christian. Aloe debrana ingår i släktet Aloe och familjen grästrädsväxter.
Artens utbredningsområde är Etiopien. Inga underarter finns listade i Catalogue of Life.

## Bildgalleri

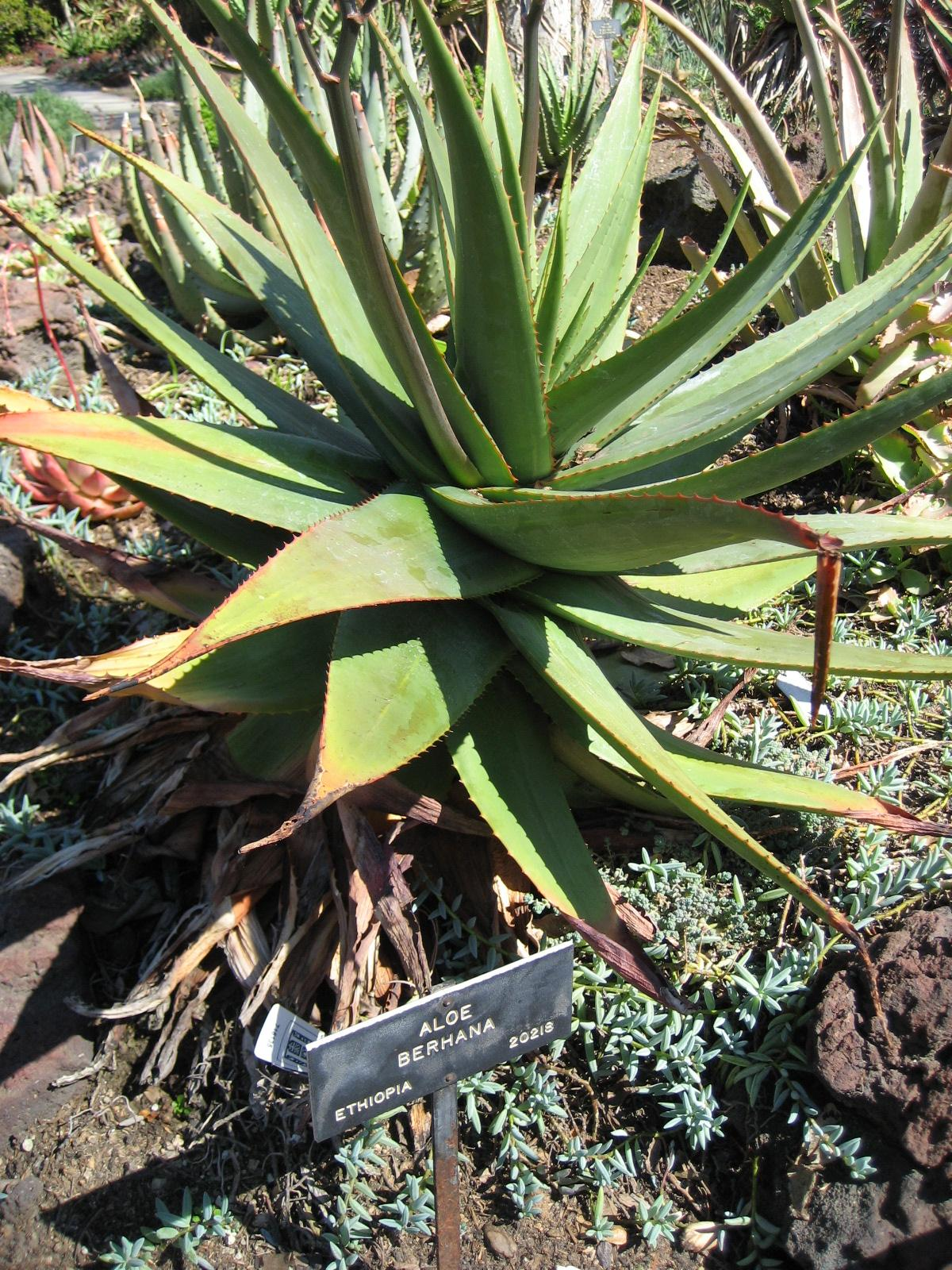